# Tai chi chuan estilo de Pequim
Tai Chi Chuan estilo de Pequim é um termo que se refere a um conjunto de seqüências de Tai Chi Chuan padronizadas pelo "Comitê Nacional de Esportes da China", concebidas como rotinas de exibição e competição.
Quatro mestres desta arte foram reunidos por este comitê para conceberem estas sequências, o nome do estilo vem do local em que se reuniram, Pequim.
Estas formas são derivadas (adaptadas) a partir do Estilo Yang ou da combinação dos outros quatro principais estilos tradicionais de Tai Chi Chuan.
Atualmente, apenas estas seqüências padronizadas podem ser oficialmente exibidas em competições, e não as seqüências tradicionais. A duração da execução de cada uma delas é fixada em no máximo 6 minutos.

## A Seqüência Simplificada de 24 formas
A primeira delas foi criada em 1956, quando a "Comissão Nacional de Esportes e Cultura Física da China" divulgou a "Seqüência Simplificada de Tai Chi Chuan de 24 formas", baseada no estilo Yang.
A primeira publicação relativa a esta sequência em inglês surgiu em 1980. Em 1995 foi lançado em português, pela Editora Ícone, sob o título "Tai Chi Chuan - Uma variação do Kungfu".
A seqüência de 24 formas se converteu em um modo de introdução ao Tai Chi Chuan, sendo ensinada regularmente como um primeiro passo para os que desejam seguir progredindo na arte.

## Outras Formas de Tai Chi Chuan do Estilo de Pequim
Em 1956 também foi criada a Seqüência de 88 movimentos, similar à seqüência tradicional de 108 movimentos da família Yang, e também foi padronizada a Seqüência de Espada de 32 movimentos.
Em 1976 foi criada a Seqüência Combinada de 48 formas, baseada em movimentos e posturas dos quatro principais estilos: Chen, Yang, Wu e Sun.
Com a finalidade de realizar competições a nível internacional, em 1989 foi criada a Seqüência Internacional para Competição de 42 formas, também com elementos dos quatro principais estilos, mas baseada principalmente no estilo Yang.
Na mesma década foram criadas as seqüências de competição dos estilos Chen, Wu e Sun, e a Seqüência de espada de 42 movimentos para competição.
A "Seqüência de Competição Internacional de 42 formas" se consolidou definitivamente no "3º Campeonato Mundial de Wushu", realizado em Baltimore, Estados Unidos, em 1995, no qual participaram delegações de 53 países.
No ano 2000 houve mais um avanço no processo de padronização de seqüências de Tai Chi Chuan e foi incluída a Seqüência Simplificada de 8 e 16 formas, similar à forma básica de 24, e também uma "Forma simplificada de lança".
Atualmente, o "Comitê Nacional de Esportes da China" está em processo de incorporar às rotinas de exibição e competição, uma "seqüência padronizada do Leque do Tai Chi", baseada no Estilo Yang.

## Rotinas deWushu
Com o mesmo propósito de padronizar as formas das artes marciais chinesas apresentadas em competições, seis novas rotinas adicionais de Wushu, estruturadas pelo "Comitê Nacional de Esportes da China", foram exibidas no "1º Campeonato Mundial de Wushu", realizado em Beijing, em 1991:
- Nanchuan (南拳) - Luta a curta distância
- Changchuan (长拳) - Luta a larga distância
- Jian (剑) - Espada
- Dao (刀) - Sabre
- Gun (棍) - Bastão
- Qiang (枪) - Lança